# Leopold Katz
Leopold Katz (29. září 1854, Jistebnice – 19. ledna 1927, Praha) byl český advokát, mecenáš umění, příznivec a podporovatel České akademie věd a umění (ČAVU); nálezce cenného Jistebnického kancionálu; sběratel výtvarných děl.

## Životopis a činnost

### Mládí a studia
Pocházel z poměrně chudých poměrů, narodil se v rodině jistebnického vlasteneckého poštmistra Hynka Katze a jeho manželky Terezie Rosenbaumové. Absolvoval Gymnázium v Táboře a potom v Praze roku 1881 dokončil studium práv doktorátem. Byl bez vyznání, před sňatkem vstoupil do římsko-katolické církve, 17. října 1882 se v Praze na magistrátu oženil (poté údajně i v kostele sv. Jindřicha), a to s Terezií, dcerou obchodníka Emanuela Meerganse z Borohrádku. Manželství bylo roku 1901 rozvedeno, Terezie k tomu účelu vystoupila z církve a po rozvodu se do ní znovu dala zapsat.
Po složení advokátních zkoušek otevřel v roce 1883 v Praze advokátní kancelář. Téhož roku se mu narodil jediný syn Jiří (12. 10. 1883 – 7. 12. 1914), který rovněž vystudoval práva.
Leopold Katz je pochován v rodinné hrobce na Olšanských hřbitovech v Praze.

### Nález kancionálu
Jako gymnaziální student v létě roku 1872 sháněl pro školní úkol o dějinách Jistebnice podklady také na místní faře, objevil se starými spisy i latinský graduál a potom objevil (ve staré almaře částečně skrytou) knihu, v dřevěných deskách, v černé poškozené kůži - vzácnou národní památku Jistebnický kancionál z 15. století. Přes profesora táborského gymnázia Hynka Mejsnara a faráře Schullera se rukopis dostal k Františku Palackému a následně do Národního muzea.

### Veřejná činnost

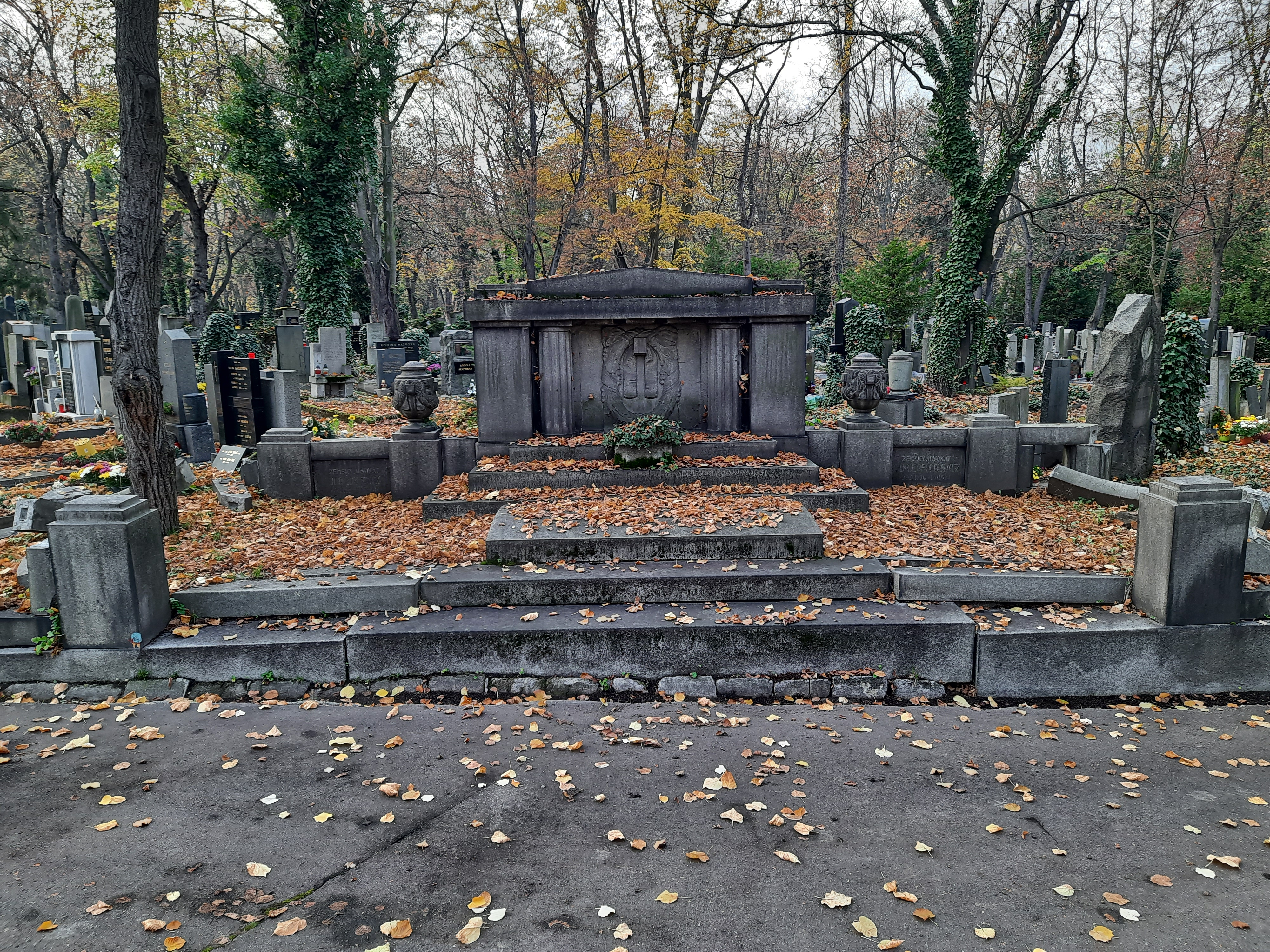
Hrobka rodiny Leopolda Katze na Olšanských hřbitovech

V Praze s podobně vlastenecky smýšlejícími studenty založil roku 1876 Spolek českých akademiků židů, první česko-židovskou organizaci a stal se jejím předsedou. Česko-židovské asimilační hnutí (dále jen Hnutí) se postupem doby rozrůstalo a prošly jím tisíce českých židů. Existence Hnutí umožnila, že se desetitisíce židovských obyvatel mohly stát neorganizovanými, spontánními Čechy. I když později Katz už nevyznával víru svých otců (stejně jako mnoho česko-židovských asimilantů), byly jeho zásluhy o Hnutí oceněny roku 1900 jmenováním čestným členem Spolku českých akademiků židů. Katz patřil k významným členům Jednoty právnické v Praze, kteří působili převážně v období do roku 1914. Je také autorem knihy Dějiny města Jistebnice.

### Podpora umělců a založení nadací
Kromě práce advokáta, kdy mnohdy zastupoval i známé umělce (např. Oskara Nedbala), věnoval svůj život nejen osobnímu obdivu k vědám a umění, ale také velkorysé podpoře. Z té ještě za jeho života se mohli těšit např. Vojtěch Hynais, Mikoláš Aleš, Josef Václav Myslbek, J. B. Foerster, později Max Švabinský, František Bílek, Jaroslav Mařatka, Josef Gočár, D. Jurkovič, Jakub Obrovský. Finanční úspěchy v advokátní praxi mu umožnily také nashromáždit rozsáhlou sbírku výtvarného umění, která byla závětí odkázána Moderní galerii v Praze.
Po smrti svého jediného syna JUDr. Jiřího Katze, který v 31 letech (tři roky po svatbě) spáchal sebevraždu, Leopold založil ve prospěch ČAVU Nadaci Jiřího Katze. Z výtěžku vložených cenných papírů byla udělována Cena JUDr. Jiřího Katze, za zvlášť vynikající práce, původní české dílo, přispívající vynikající měrou k vědeckému nebo uměleckému poznání ve svém oboru. Její udělení vycházelo ze soutěže a byla každoročně oznamována v tisku na den sv. Jiří; byla udělována až do konce třicátých let 20. stol. a byla považována za nejprestižnější ocenění čs. výtvarných umělců. K oceněným patřil například sochař Jakub Obrovský za sochu Odysseus.
Akademii byla také svěřena Nadace Leopolda Katze pro výtvarné umělce, určena závětí a připisovala ČAVU třetinu z prodeje jeho majetku (v konečné hodnotě tehdy 1,6 milionu korun) a každoročně byla udělována v den úmrtí dárce Cena JUDr. Leopolda Katze (v hodnotě 50 tisíc korun) umělci, který v posledních třech letech „nevšední uměleckou zdatnost vynikajícím uměleckým dílem prokázal“. Např. architekt Dušan Jurkovič obdržel v roce 1932 cenu na rok 1933 za projekt mohyly J. R. Štefánika na Bradle. Cenou byli odměňováni také sochaři, například František Bílek a za plastiku Budoucí dobyvatelé (dřevo 1931–1937). V roce 1948 byla všem dříve oceněným umělcům, některým již in memoriam, udělena ve výroční den úmrtí Leopolda Katze medaile Otakara Španiela.